# Lasioglossum flavipes
Lasioglossum flavipes là một loài Hymenoptera trong họ Halictidae. Loài này được Moure mô tả khoa học năm 1950.